# エルフリーデ (小惑星)
エルフリーデ (618 Elfriede) は小惑星帯に位置する小惑星である。ハイデルベルクでK・ローネルトによって発見された。名前の由来は不明。